# Karen Mnazakanjan
Karen Mnazakanjan (armenisch Կարեն Մնացականյան; englisch Karen Mnatsakanyan; * 3. März 1977 in Jerewan, Armenische SSR, Sowjetunion) ist ein ehemaliger armenischer Ringer. Er wurde 2001 Vize-Weltmeister im Bantamgewicht sowie 1997 Europameister im Bantamgewicht und 2006 Europameister im Federgewicht, jeweils im griechisch-römischen Stil.

## Werdegang
Karen Mnazakanjan begann als Jugendlicher 1988 mit dem Ringen und konzentrierte sich dabei auf den griechisch-römischen Stil. Als Erwachsener trat er in die Streitkräfte ein und wurde Mitglied des Sportclubs Dinamo Jerewan. Trainiert wurde er vorwiegend von Georgi Kozharjan und Samvel Geworkjan. Später studierte er Sportwissenschaften am Staatl. Institut für Sportwissenschaften in Jerewan. Er war mit 1,73 Metern für das Bantamgewicht, in dem er zu Beginn seiner Laufbahn rang, relativ groß. Nach einer Gewichtsklassen-Neueinteilung durch die FILA rang er ab 2002 dann im Federgewicht.
Er nahm schon im Juniorenalter an einer ganzen Reihe von internationalen Meisterschaften teil und war dabei auch recht erfolgreich. Gleich bei seinem ersten Start bei einer solchen Meisterschaft, der Junioren-Weltmeisterschaft (Altersgruppe Kadetten) in Lünen/Deutschland wurde er Junioren-Weltmeister (Altersgruppe Juniors) in der Gewichtsklasse bis 60 kg. 1995 wurde er in Witten/Deutschland Junioren-Europameister im Bantamgewicht vor Peter Ronai aus Ungarn und Bunyamin Emik, Türkei.
1997 brachte Karen Mnazakanjan das Kunststück fertig auch bei seinem ersten Start bei den Senioren einen Meistertitel zu gewinnen. Er wurde im Mai dieses Jahres in Kouvola/Finnland Europameister im Bantamgewicht und besiegte dabei Grzegorz Szyszka, Polen, Rustem Mambetow, Russland, Ergüder Belkisdamat, Türkei und Djamel Ainaoui, Frankreich. Einen Monat später wurde er in Istanbul wieder Junioren-Europameister (Altersgruppe Juniors) in der Gewichtsklasse bis 60 kg. Bei der Junioren-Weltmeisterschaft 1997 (Altersgruppe Juniors) in Turku verlor er gleich seinen ersten Kampf gegen Dovletberdy Mamedow, Turkmenistan. Da dieser das Finale nicht erreichte, schied er aus und belegte nur den 32. Platz. Eine Platzierung, die gewiss seinem tatsächlichen Können nicht entsprach, die aber dem sonderbaren Reglement geschuldet ist.
1999 gewann Karen Mnazakanjan bei der Europameisterschaft in Sofia eine Bronzemedaille im Bantamgewicht, wobei er im Halbfinale eine Niederlage gegen Waleri Nikinorow aus Russland einstecken musste. Bei der Weltmeisterschaft 1999 in Athen verlor er nach zwei gewonnenen Kämpfen gegen Kim In-sub aus Südkorea und kam dadurch nur auf den 15. Platz. Im Jahre 2000 gelang es ihm, sich bei zwei Turnieren in Clermont-Ferrand und in Taschkent, wo er sogar Turniersieger wurde, für die Teilnahme an den Olympischen Spielen in Sydney zu qualifizieren. In Sydney verlor er im Bantamgewicht aber beide Kämpfe, die er bestritt und zwar gegen Igor Petrenko, Weißrussland und James Grünwald aus den Vereinigten Staaten. Er kam deshalb nur auf den 15. Platz.
Nach einem 9. Platz bei der Europameisterschaft 2001 in Istanbul, wo Şeref Eroğlu aus der Türkei Sieger im Bantamgewicht wurde, trumpfte Karen Mnazakanjan bei der Weltmeisterschaft dieses Jahres in Patras groß auf. Er besiegte dort im Bantamgewicht Norbert Futo, Jugoslawien, Juri Estevas, Brasilien, Kang Kyung-il, Südkorea und den Olympiasieger und vielfachen Weltmeister Armen Nasarjan, einen für Bulgarien startenden armenischen Landsmann, den er mit 5:4 Punkten schlug. Er stand damit im Finale Dilshod Aripov aus Usbekistan gegenüber, verlor diesen Kampf aber mit 3:6 Punkten. Er wurde damit Vize-Weltmeister.
Nach diesem Erfolg dosierte er seine Starts bei den internationalen Meisterschaften. Bei der Europameisterschaft in Seinäjoki/Finnland gelangen ihm im Federgewicht drei Siegen, ehe er gegen Armen Nasarjan und etwas überraschend auch gegen Djamel Ainaoui verlor und dadurch auf den 4. Platz abrutschte. Die Qualifikation für die Olympischen Spiele 2004 in Athen gelang ihm nicht, aber 2006 erreichte er noch einmal einen ganz großen Erfolg. Er wurde in diesem Jahr in Moskau zum zweiten Mal Europameister. Im Federgewicht bezwang er dabei Tomasz Swierk, Polen, Fuad Alijew, Aserbaidschan, Alexei Wakulenko, Ukraine und Dawit Bedinadse, Georgien.
2008 gelang ihm dann noch einmal die Qualifikation für Olympische Spiele. In Peking kam er aber wieder nicht gut zurecht, verlor gleich seinen ersten Kampf gegen Makoto Sasamoto aus Japan und schied damit aus, weil Sasamoto das Finale nicht erreichte. Er kam dadurch nur auf den 17. Platz.

## Internationale Erfolge
| Jahr | Platz | Wettbewerb                                  | Gewichtsklasse | Ergebnisse |
| 1993 | 1.    | Junioren-WM (Cadets) in Lünen/Deutschland   | bis 60 kg      | vor Gabor Tenai, Ungarn und Murat Schumakow, Russland |
| 1994 | 3.    | Junioren-WM (Juniors) in Budapest           | bis 60 kg      | hinter Choi Duk-hoon, Südkorea und Albert Saurin, Russland |
| 1995 | 5.    | Welt-Militär-Spiele in Rom                  | Feder          | hinter Mehmet Akif Pirim, Türkei, Włodzimierz Zawadzki, Polen, Pawel Chasow, Russland und Park Jung-shin, Südkorea                                                                              |
| 1995 | 1.    | Junioren-EM (Juniors) in Witten/Deutschland | bis 60 kg      | vor Peter Ronai, Ungarn, Bunyamin Emik, Türkei und Michail Schelsnikow, Russland |
| 1997 | 1.    | EM in Kouvola/Finnland                      | Bantam         | nach Siegen über Grzegorz Szyszka, Polen, Rustem Mambetow, Russland, Ergüder Belkisdamat, Türkei und Djamel Ainaoui, Frankreich                                                                 |
| 1997 | 1.    | Junioren-EM (Juniors) in Istanbul           | bis 60 kg      | vor Arici Mustafa, Türkei, Roland Lengyel, Ungarn und Wladislaw Jantschew, Bulgarien |
| 1997 | 32.   | Junioren-WM (Juniors) in Turku              | bis 60 kg      | nach einer Niederlage gegen Dovletberdy Mamedow, Turkmenistan |
| 1998 | 6.    | FILA-Test-Turnier in Nikea                  | Bantam         | Sieger: Igor Petrenko, Weißrussland und Juri Melnitschenko, Kasachstan |
| 1998 | 10.   | EM in Minsk                                 | Bantam         | nach einem Sieg über Ruslan Chakimow, Ukraine und Niederlagen gegen Alfred Ter-Mkrtchyan, Deutschland und István Majoros, Ungarn                                                                |
| 1999 | 3.    | EM in Sofia                                 | Bantam         | nach Siegen über Joao Perreira, Portugal, Alexander Kudisch, Israel und Seymur Gasimow, Aserbaidschan, einer Niederlage gegen Waleri Nikinorow, Russland und einem Sieg über Ergüder Bekisdamat |
| 1999 | 15.   | WM in Athen                                 | Bantam         | nach Siegen über David Maria Braga Dacosta, Portugal und Armando Fernandez Garcia, Mexiko und einer Niederlage gegen Kim In-sub, Südkorea                                                       |
| 2000 | 4.    | Olympia-Qualif.-Turnier in Clermont-Ferrand | Bantam         | hinter Ali Ashkani Aboloag, Iran, Djamel Ainaoui und James Grünwald, USA |
| 2000 | 1.    | Olympia-Qualif.-Turnier in Taschkent        | Bantam         | vor Alexander Stepanjan, Ukraine, Makoto Sasamoto, Japan und Grzegorz Szyszka, Polen |
| 2000 | 15.   | OS in Sydney                                | Bantam         | nach Niederlagen gegen Igor Petrenko und James Gründwald |
| 2001 | 9.    | EM in Istanbul                              | Feder          | Sieger: Şeref Eroğlu, Türkei vor Temour Tehumow, Russland und Wlodzimierz Zawadzki |
| 2001 | 2.    | WM in Patras                                | Bantam         | nach Siegen über Norbert Futo, Jugoslawien, Juri Estevas, Brasilien, Kang Kyung-il, Südkorea und Armen Nasarjan, Bulgarien und einer Niederlage gegen Dilshod Aripov, Usbekistan                |
| 2002 | 4.    | EM in Seinäjoki/Finnland                    | Feder          | nach Siegen über Wasileos Motsios, Griechenland, Arasch Rayhaniasl, Niederlande und Riccardo Magni, Italien und Niederlagen gegen Arman Nasarjan und Djamel Ainaoui                             |
| 2002 | 21.   | WM in Moskau                                | Feder          | nach einem Sieg über Laszlo Bona, Ungarn und einer Niederlage gegen Djamel Ainaoui |
| 2003 | 8.    | EM in Belgrad                               | Feder          | nach Siegen über Stig André Berge, Norwegen und Aleksej Djakonow, Litauen und einer Niederlage gegen Armen Nasarjan                                                                             |
| 2003 | 22.   | WM in Créteil                               | Feder          | nach einem Sieg über Laszlo Bona und einer Niederlage gegen James Grünwald |
| 2004 | 12.   | Olympia-Qualif.-Turnier in Novi Sad         | Feder          | Sieger: Makoto Sasamoto vor Jung Ju-hyun, Südkorea |
| 2004 | 11.   | Olympia-Qualif.-Turnier in Taschkent        | Feder          | Sieger: Nurlan Koischaiganow, Kasachstan vor Davor Štefanek, Serbien |
| 2006 | 1.    | EM in Moskau                                | Feder          | nach Siegen über Tomasz Swierk, Polen, Fuad Alijew, Aserbaidschan, Alexei Wakulenko, Ukraine und Dawit Bedinadse, Georgien                                                                      |
| 2006 | 33.   | WM in Guangzhou                             | Feder          | nach einer Niederlage gegen Roberto Monzon Gonzalez, Kuba |
| 2008 | 3.    | Olympia-Qualif.-Turnier in Novi Sad         | Feder          | hinter Sebastien Hidalgo, Frankreich und Stig André Berge |
| 2008 | 17.   | OS in Peking                                | Feder          | nach einer Niederlage gegen Makoto Sasamoto |

## Erläuterungen
- alle Wettkämpfe im griechisch-römischen Stil
- OS = Olympische Spiele, WM = Weltmeisterschaft, EM = Europameisterschaft
- Bantamgewicht, bis 1996 bis 57 kg, von 1997 bis 2001 bis 58 kg, Federgewicht, von 1997 bis 2001 bis 63 kg, seit 2002 bis 60 kg Körpergewicht